# Hexatoma (Eriocera) plumbicincta
Hexatoma (Eriocera) plumbicincta is een tweevleugelige uit de familie steltmuggen (Limoniidae). De soort komt voor in het Oriëntaals gebied.